# Dothistroma
Genre
Dothistroma est un genre de champignons ascomycètes de la famille des Mycosphaerellaceae. 
Ce genre, à répartition cosmopolite, est une forme anamorphe du genre Mycosphaerella regroupant deux espèces Dothistroma septosporum et Dothistroma pini (espèce-type), responsables de la maladie des bandes rouges, maladie foliaire affectant des conifères.    

## Taxinomie

### Liste d'espèces
Selon Index Fungorum (12 août 2015) :
- Dothistroma flichianum (Vuill.) M. Morelet 1980
- Dothistroma pini Hulbary 1941
- Dothistroma septosporum (Dorog.) M. Morelet 1968

### Liste des espèces et non-classés
Selon NCBI (12 août 2015) :
- Dothistroma pini
  - non-classé Dothistroma pini CBS 116487
- Dothistroma septosporum
  - non-classé Dothistroma septosporum NZE10